# Emergency
Emergency – Life Support for Civilian War Victims, meglio nota con la denominazione breve Emergency, è un'associazione umanitaria italiana, fondata il 15 maggio 1994 a Milano da Gino Strada e dalla moglie Teresa Sarti, insieme a Carlo Garbagnati e Giulio Cristoffanini. Essa ha ottenuto il riconoscimento giuridico di organizzazione non lucrativa di utilità sociale (ONLUS) nel 1998 e di organizzazione non governativa (ONG) nel 1999. Dal 2015 ha uno stato consultivo speciale presso il Consiglio Economico e Sociale delle Nazioni Unite (ECOSOC).
Gli obiettivi dichiarati di Emergency sono offrire cure mediche e chirurgiche gratuite e di alta qualità alle vittime della guerra, delle mine antiuomo e della povertà; anche grazie al coordinamento e all'attività dei volontari sul territorio, l'associazione promuove attivamente i valori di pace, solidarietà e rispetto dei diritti umani.
Nata per fornire soccorso chirurgico nei paesi in guerra, l'associazione ha nel tempo esteso il raggio delle sue attività alla cura delle vittime della povertà in paesi in cui non esistono strutture sanitarie gratuite. Dal 2005 Emergency opera anche in Italia, per garantire a tutti il rispetto del diritto a essere curati sancito anche dalla Costituzione.
L'attuale presidente della ONG è Rossella Miccio, chiamata a ricoprire la carica nel luglio del 2017; Alessandro Bertani ricopre la carica di vicepresidente. In precedenza, hanno ricoperto la carica di presidente Teresa Sarti Strada (dal 1994 al 2009) e Cecilia Strada (dal 2009 al 2017).

## Presenza operativa
Emergency gestisce strutture sanitarie in Afghanistan, Iraq, Repubblica Centroafricana, Sierra Leone, Sudan e Italia. Sono invece stati portati a termine i programmi in Ruanda, in Eritrea, a Jenin in Palestina, a Medea in Algeria, in Kosovo, in Angola, in Libia, in Nicaragua, in Sri Lanka e in Cambogia.
Tra i vari interventi realizzati, l'associazione ha costruito e ancora adesso gestisce ospedali dedicati alle vittime di guerra e alle emergenze chirurgiche, centri di riabilitazione fisica e sociale, posti di primo soccorso per il trattamento delle emergenze, centri sanitari per l'assistenza medica di base, centri pediatrici, centri di maternità, poliambulatori e ambulatori mobili per migranti e persone disagiate, centri di eccellenza. Oltre alla realizzazione dei nuovi centri sanitari, l'ONG italiana ha collaborato, in concerto con le autorità locali e con altre organizzazioni, all'ammodernamento e all'equipaggiamento di strutture già esistenti.
Particolarmente importante e innovativo è il Centro Salam di cardiochirurgia in Sudan, attivo dal 2007: una struttura di eccellenza a vocazione regionale in cui l'associazione opera gratuitamente pazienti provenienti da tutta l'Africa (e non solo). Il Centro Salam è il fulcro del "Programma regionale di pediatria e cardiochirurgia" che Emergency sta costruendo in Africa: una rete di strutture dove i cardiologi dell'associazione effettuano gli screening di pazienti cardiopatici da operare presso il Salam di Khartoum ed effettuano i necessari controlli post-operatori. Laddove Emergency non è presente con sue strutture, queste missioni di screening hanno luogo in ospedali locali.

Con lo scopo di realizzare in Africa nuovi ospedali modellati sull'esperienza del Centro Salam, Emergency ha promosso nel 2009 l'istituzione dell'ANME (African Network of Medical Excellence - Rete sanitaria d'eccellenza in Africa), a cui hanno aderito i governi di 11 paesi africani.
In Italia, a Palermo, dall'aprile 2006 Emergency ha reso operativo e gestisce un poliambulatorio, che fornisce assistenza sanitaria gratuita agli immigrati e ad altri bisognosi; successivamente ha aperto strutture analoghe a Marghera, Polistena, Castel Volturno e Ponticelli. Sono inoltre presenti nel territorio italiano ambulatori mobili, che lavorano principalmente nelle zone agricole dell'Italia del sud per offrire assistenza ai migranti impiegati come stagionali nell'agricoltura. Tra il 2005 e il 2007 l'associazione ha portato avanti un programma di assistenza sanitaria in alcune carceri laziali.
Programma Italia è il nome con cui Emergency si riferisce al complesso dei suoi interventi nel paese.

In questa mappa del 2010 dei paesi in cui Emergency è intervenuta, non è presente la Libia, dove l'ONG italiana ha operato nel 2011.

### Interventi umanitari
Emergency dichiara di essere intervenuta, dal 1994, in 17 paesi, curando oltre 11 milioni di persone.

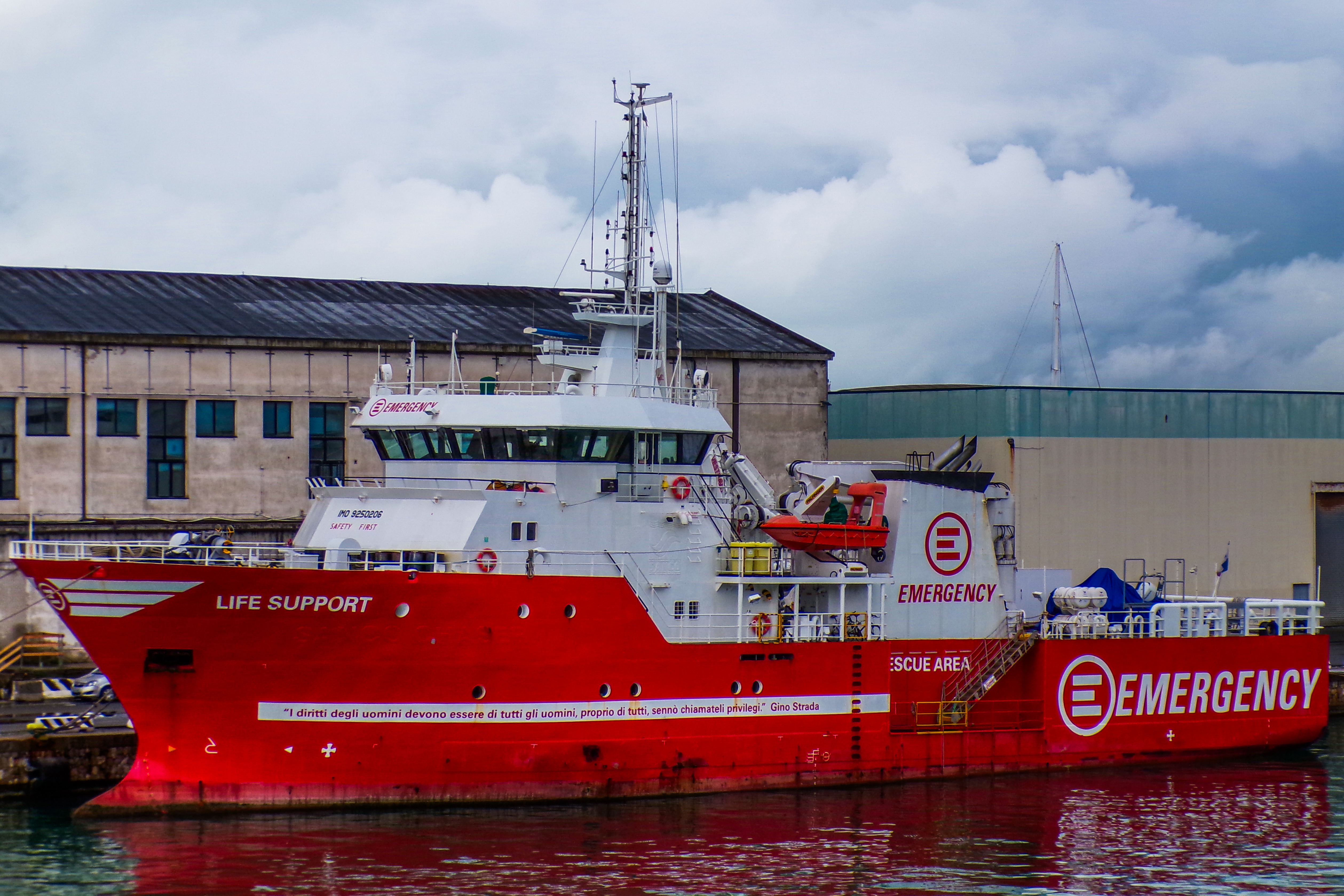
La nave ONG di Emergency Life Support in sosta a Livorno nel 2025.

#### Programmi in corso

##### Uganda
Da Aprile 2021 Emergency opera in Uganda con il Centro di chirurgia pediatrica di Entebbe.

##### Afghanistan

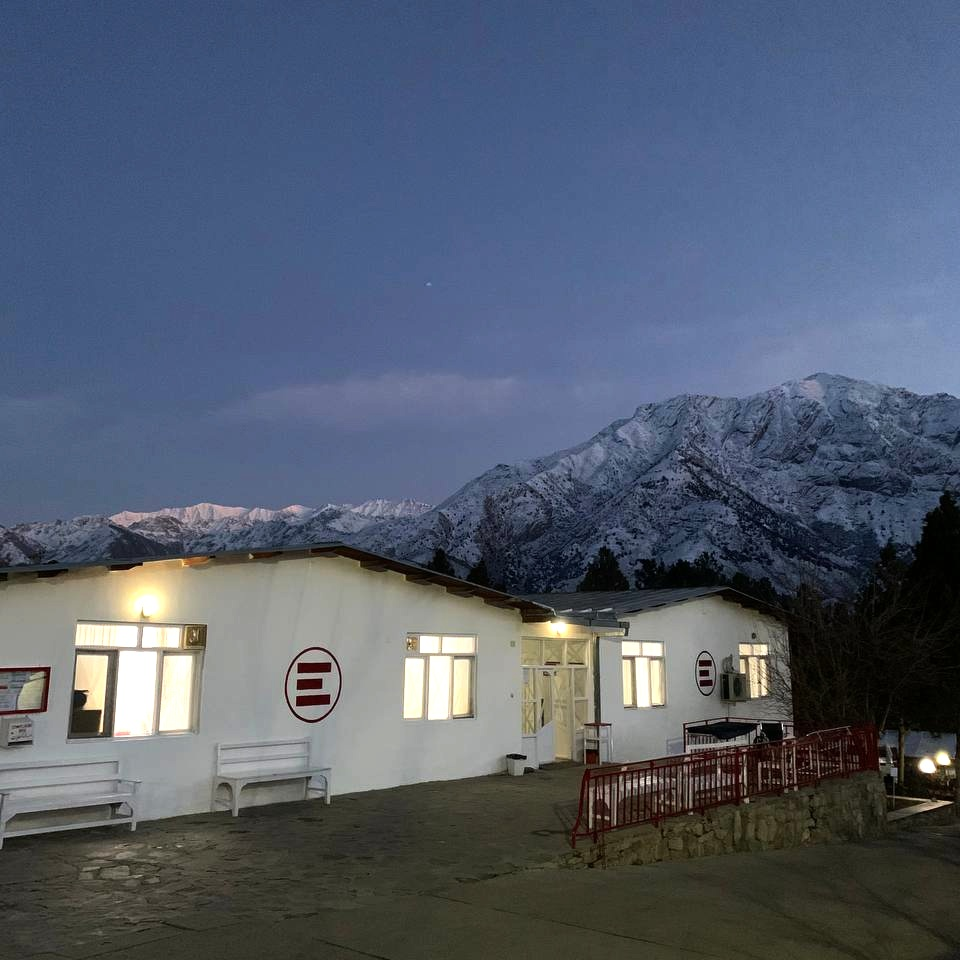
Edificio di Emergency ad Anabah, in Afghanistan, con le montagne del Hindu Kush sullo sfondo.

Emergency è presente in Afghanistan con 3 centri chirurgici (a Kabul, Anabah e Lashkar Gah), un centro di maternità con reparto pediatrico (ad Anabah) e una rete di 30 Posti di primo soccorso e Centri sanitari collegati ai suoi ospedali. Inoltre, Emergency garantisce assistenza medica ai detenuti delle principali carceri della capitale Kabul.

##### Iraq
In Iraq, Emergency gestisce un centro di produzione protesi, riabilitazione e reintegrazione sociale a Sulaymaniyya (Kurdistan iracheno), aperto nel 1998. Inoltre, organizza dei corsi di formazione professionale per i pazienti e li aiuta nell'avvio di botteghe e piccole cooperative artigiane.

##### Italia
In Italia, Emergency gestisce 3 poliambulatori, 3 ambulatori, 3 ambulatori mobili, 2 unità mobili e uno sportello di orientamento socio-sanitario:
- Nel 2006 Emergency ha aperto in Sicilia, a Palermo, un Poliambulatorio per garantire assistenza sanitaria gratuita ai migranti, con o senza permesso di soggiorno, e a tutti coloro che ne abbiano bisogno. Un secondo Poliambulatorio ha cominciato le attività a Marghera, in provincia di Venezia, il 2 dicembre 2010. Il 15 luglio 2013 ha aperto il Poliambulatorio di Polistena, in provincia di Reggio Calabria, situato in un palazzo confiscato alla 'ndrangheta. Da marzo 2015 è attivo anche il Poliambulatorio di Castel Volturno, e dal 1º settembre 2015 quello di Napoli, nel quartiere Ponticelli.
- Tre ambulatori mobili portano assistenza sanitaria dove più c'è bisogno; essi prestano servizio per periodi definiti in aree a forte presenza di migranti: si tratta di due "Polibus" e un "Politruck". Due unità mobili offrono informazione e prevenzione per le prostitute che lavorano nel casertano e servizi di orientamento socio-sanitario a Bologna.
- A metà dicembre 2012 Emergency ha aperto a Sassari uno sportello di orientamento socio-sanitario, che da gennaio 2016 funziona anche da ambulatorio. A luglio 2016 è stato aperto uno sportello informativo a Brescia.
- Dal luglio 2013 Emergency offre assistenza socio-sanitaria ai migranti sbarcati sulle coste italiane; in particolare opera in Sicilia nei porti di Augusta, Pozzallo, Porto Empedocle e nei centri di accoglienza di Priolo, Villa Sikania e Rosolini.

##### Rep. Centrafricana
In Repubblica Centrafricana, Emergency dal 2009 gestisce un Centro pediatrico nella capitale Bangui; il centro offre assistenza di base e di emergenza ai bambini fino ai 14 anni, assistenza prenatale e attività di educazione igienico-sanitaria rivolta alle famiglie.
Inoltre dal 2013, a seguito delle violenze dopo il colpo di stato, è attivo un team per la chirurgia di guerra e di emergenza, che ha riattivato le sale operatorie dell'ospedale pediatrico cittadino.

##### Sierra Leone
In Sierra Leone, Emergency gestisce un Centro chirurgico (dal 2001) e un Centro pediatrico (dal 2002) a Goderich, nei sobborghi della capitale Freetown. A settembre 2014, per far fronte all'epidemia di Ebola nel Paese ha aperto un Centro per la cura dei malati di Ebola a Lakka, a pochi chilometri da Freetown, realizzato in collaborazione col DFID, l'agenzia per la cooperazione internazionale del Regno Unito. Nei mesi successivi sono stati aperti un Posto di primo soccorso a Waterloo e un Centro di cura da 100 posti a Goderich.

##### Sudan
In Sudan Emergency gestisce dal 2007 il Centro Salam di cardiochirurgia a Khartum (nei pressi di Soba Hilla) e 2 centri pediatrici: uno (dal 2005) nel campo profughi di Mayo, nei sobborghi della capitale, e uno a Port Sudan, sul mar Rosso (dal 2011).

#### Programmi completati

##### Afghanistan(2004-2013)
Programma di aiuti alle vedove di guerra con la distribuzione di bestiame per l'allevamento a 400 famiglie della Valle del Panshir (2001).

Avvio di un laboratorio di produzione di tappeti per favorire l'autonomia economica di donne, vedove o indigenti, della Valle del Panshir (2003-2007).

##### Algeria
Avvio di un Centro di riabilitazione e produzione protesi a Medea (2003) trasferito alle autorità locali nel 2004.

##### Angola
Ristrutturazione, equipaggiamento e gestione per oltre un anno di due centri sanitari; formazione del personale nazionale (2003).

##### Cambogia
Costruzione e gestione di un Centro chirurgico a Battambang e di 5 Posti di primo soccorso nel distretto di Samlot (1998). Nel 2012, con la consegna in gestione del centro di Battambang alle autorità locali, Emergency ha concluso il suo intervento in Cambogia. I posti di primo soccorso erano stati anch'essi consegnati alle autorità locali negli anni precedenti.

##### Eritrea
Invio di un team chirurgico nell'ospedale Mekane Hiwet di Asmara, su richiesta della Cooperazione Italiana. Il personale di Emergency ha curato le vittime del conflitto tra Etiopia ed Eritrea (2000).

##### Iraq
Costruzione e gestione di due centri chirurgici per vittime di guerra a Sulaymaniyya (1996) ed Erbil (1998) e di 22 posti di primo soccorso. Nel 2005 queste strutture sono state date in consegna alle autorità locali.

Costruzione di un Centro di riabilitazione e produzione protesi a Diana (2000), dato in consegna alle autorità sanitarie locali.

Fornitura di farmaci, materiali di consumo e combustibile per i generatori all'ospedale Al-Kindi di Bagdad e di farmaci e materiale sanitario all'ospedale di Karbala, a sud di Baghdad (2001).

Costruzione di un Centro di riabilitazione e produzione protesi a Dohuk (2003), ora gestito dalle autorità sanitarie locali.

Sostegno alla popolazione di Fallujah durante l'assedio della città, con distribuzione di generi di prima necessità, acqua e farmaci ai rappresentanti della comunità e all'ospedale cittadino (2004).

##### Italia
Assistenza sanitaria in alcune carceri laziali (2005-2007).
Nell'ambito del progetto "Sviluppo di percorsi di salute e percorsi di integrazione" del Fondo Europeo per l'Integrazione sono stati aperti cinque sportelli informativi: uno a Catania, uno a Messina e tre in provincia di Ragusa (Scicli, Santa Croce Camerina, Vittoria). L'obiettivo del programma, attivo tra il 2013 e il 2014, era quello di facilitare l'accesso ai servizi sanitari pubblici da parte dei migranti
Dal 2013 al 2015 due ambulatori mobili ("minivan") prestavano cure gratuite e servizi di orientamento socio sanitario nelle campagne pugliesi e in particolare nell'area di Capitanata.
Dal 1º giugno 2016 e per 2 mesi uno staff dell'associazione ha garantito assistenza medica a bordo della nave Topaz Responder dell'associazione MOAS (Migrant Offshore Aid Station) per il soccorso e salvataggio dei migranti in mare.
Nella primavera del 2020, durante la pandemia da COVID-19, Emergency ha operato e gestito l'ospedale da campo di Bergamo.

##### Libia
Programma di chirurgia di guerra nella città di Misurata sotto assedio (2011).
Dall'ottobre 2015 all'agosto 2016 Emergency ha attivato un Centro chirurgico per vittime di guerra a Gernada, su richiesta del ministero della Sanità del governo di Tobruk. Il programma è stato interrotto per la mancata assicurazione da parte della autorità sui requisiti minimi di sicurezza dell'ospedale.

##### Nicaragua
Fornitura di farmaci alla Casa de la mujer, una rete di dispensari che presta assistenza alle donne malate di tumore e diabete (2003-2004).

##### Palestina
Invio di un team chirurgico presso l'unità ortopedica dell'ospedale pubblico di Jenin (2003-2004).

##### Ruanda
Primo intervento di Emergency (1994) - Ristrutturazione e riapertura dei reparti di chirurgia e di ostetricia e ginecologia dell'ospedale di Kigali.

##### Serbia
Sostegno all'orfanotrofio Jova Jovanovic Zmaj di Belgrado (1999).

##### Sri Lanka
In seguito allo tsunami del 2004, forniture di materiale all'ospedale di Kalutara (2005), distribuzione di barche a motore, canoe e reti da pesca ai pescatori del villaggio di Punochchimunai e di kit scolastici agli studenti (2005), ricostruzione di 91 abitazioni (2005-2008).

##### Sudan
Ricostruito e allestito il reparto di Chirurgia d'urgenza dell'ospedale di Al Fashir in Nord Darfur (2004). Il reparto è stato trasferito al ministero della Sanità nell'agosto 2005.

### Personale impiegato negli interventi umanitari

#### Personale internazionale

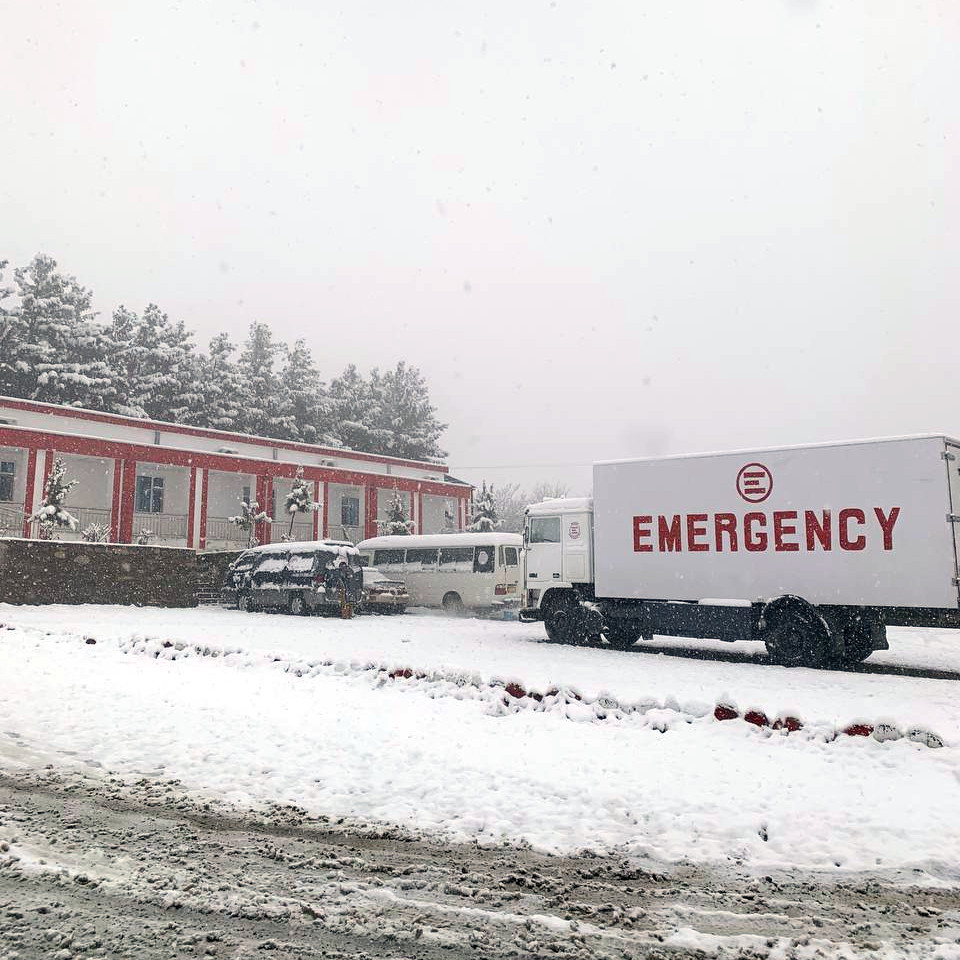
Un camion di Emergency sotto la neve in Afghanistan. La logistica è un'attività chiave nel lavoro di molte organizzazioni non governative.

Emergency compie un'attenta selezione del personale destinato agli interventi umanitari, a cui vengono poi garantite retribuzione, rimborso spese di viaggio, copertura assicurativa, vitto e alloggio. Viene impiegato personale specializzato nelle seguenti categorie:
- Medici specializzati
- Infermieri specializzati
- Fisioterapisti
- Professionisti nel settore edilizio, logistico e amministrativo
- Personale specializzato nella gestione e nella manutenzione delle strutture di intervento e dell'equipaggiamento.

Oltre che per il normale svolgimento del lavoro, tali figure sono responsabili per la formazione professionale e la supervisione del personale locale.
Dal 2015 Emergency organizza corsi ECM rivolti ai professionisti della sanità che vogliano partecipare alle sue attività umanitarie nel mondo.

#### Personale nazionale
In tutti i suoi progetti, Emergency impiega numerose persone del posto per coprire sia posizioni mediche che non mediche. La formazione del personale locale, teorica e pratica, è uno dei punti fermi dell'attività dell'associazione: scopo ultimo dei suoi interventi umanitari, infatti, è di lasciare la gestione degli ospedali alle autorità sanitarie dei paesi in cui si trovano, purché sia garantito il rispetto dell'elevata qualità delle cure e della loro gratuità per i pazienti, le due caratteristiche distintive dell'attività medica di Emergency.

## Campagne di comunicazione, sensibilizzazione e raccolta fondi
Parallelamente agli interventi umanitari nelle zone di grave emergenza sanitaria e sociale, numerose sono le attività di Emergency finalizzate alla creazione e diffusione di una cultura di pace, solidarietà e di rispetto per i diritti umani. Alla diffusione dei principi di Emergency e al reperimento di fondi per finanziarne gli interventi contribuiscono in maniera fondamentale i volontari presenti in Italia e all'estero.

### In Italia
Nel territorio italiano, sono presenti circa 160 gruppi locali legati a Emergency, per un totale di circa 4.000 volontari. Ogni gruppo territoriale organizza nella propria zona incontri e iniziative con lo scopo di sensibilizzare e informare l'opinione pubblica sui temi della pace e della solidarietà: interventi nelle scuole di ogni ordine e grado, presenza con banchetti informativi e di raccolta fondi a mostre, concerti, spettacoli, incontri e dibattiti in cui vengono fornite testimonianze dirette dell'esperienza dell'associazione.
Ogni anno i volontari di Emergency si ritrovano per un incontro nazionale, che consta di una parte di formazione e aggiornamento per gli stessi e una parte, aperta al pubblico e gratuita, nella quale rientrano dibattiti, mostre, concerti, ecc.

#### Campagne di sensibilizzazione
- nel 1994 Emergency aderisce all'iniziativa della coalizione chiamata Campagna Internazionale per il Bando delle Mine Antiuomo, che ha promosso il Trattato di Ottawa, Tale trattato impegnava fino al 12 aprile del 2012 159 stati ad abolire le mine antiuomo;
- nel 2001 Emergency propone l'iniziativa "Uno straccio di pace", contro la guerra in Afghanistan;
- nel 2002 Emergency promuove l'iniziativa "Fuori l'Italia dalla guerra", una raccolta di firme online contro la guerra in Iraq;
- nel 2003 Emergency aderisce all'iniziativa "Fermiamo la guerra, firmiamo la pace", una raccolta di firme per proporre una legge per l'attuazione dell'art. 11 della Costituzione Italiana (che ripudia la guerra). La proposta di legge è stata bocciata dal parlamento italiano dopo una breve discussione;
- nel 2008 Emergency elabora il "Manifesto per una medicina basata sui diritti umani": il documento è stato sottoscritto da alcuni paesi africani (Sierra Leone, Sudan, Repubblica Centrafricana), che riconoscono la necessità di una sanità equa, di qualità e improntata alla responsabilità sociale.
- nel 2009 Emergency promuove la campagna "Io non ti denuncio" in difesa del diritto all'accesso alle cure per chiunque, in dissenso a una proposta di legge depennante la norma che non permette al medico di denunciare un immigrato senza documenti bisognoso di assistenza medica in una struttura pubblica.
- Dal 7 al 12 settembre 2010, all'Incontro nazionale di Emergency, che si è tenuto a Firenze, Gino Strada ha presentato il manifesto "Il mondo che vogliamo"[36].

#### Campagne di raccolta fondi e di formazione dei volontari
- Nel 1999, in occasione dei primi 5 anni dell'associazione, i musicisti Jovanotti, Piero Pelù e Luciano Ligabue hanno prodotto il singolo Il mio nome è mai più, devolvendone i proventi commerciali a Emergency e in particolare ai progetti umanitari in Cambogia, nei paesi della ex Jugoslavia e in Sierra Leone.
- Il 28 ottobre 2006, si è svolta la prima "Giornata Nazionale di Emergency"; grazie ai suoi volontari, l'associazione è stata presente in oltre 290 piazze italiane con banchetti e varie iniziative locali.
- Dal 2002, ogni anno, oltre mille volontari dell'associazione si ritrovano in una città italiana che ospita l'Incontro Nazionale di Emergency: corsi di formazione e aggiornamenti per i volontari e, dal 2009, spettacoli e incontri per far conoscere Emergency al grande pubblico.
- Nel 2009, l'Incontro Nazionale di Emergency, che si è tenuto a Firenze, ha celebrato il 15º anniversario dell'associazione. Per la prima volta l'evento è stato aperto al pubblico e vi hanno partecipato importanti artisti e intellettuali tra cui Patti Smith, Jovanotti, Gianni Mura, Marco Paolini, Piero Pelù e Fiorella Mannoia. L'incontro si è tenuto dall'8 al 13 settembre al Nelson Mandela Forum e ha visto la partecipazione di almeno 20.000 spettatori.

#### Teatro

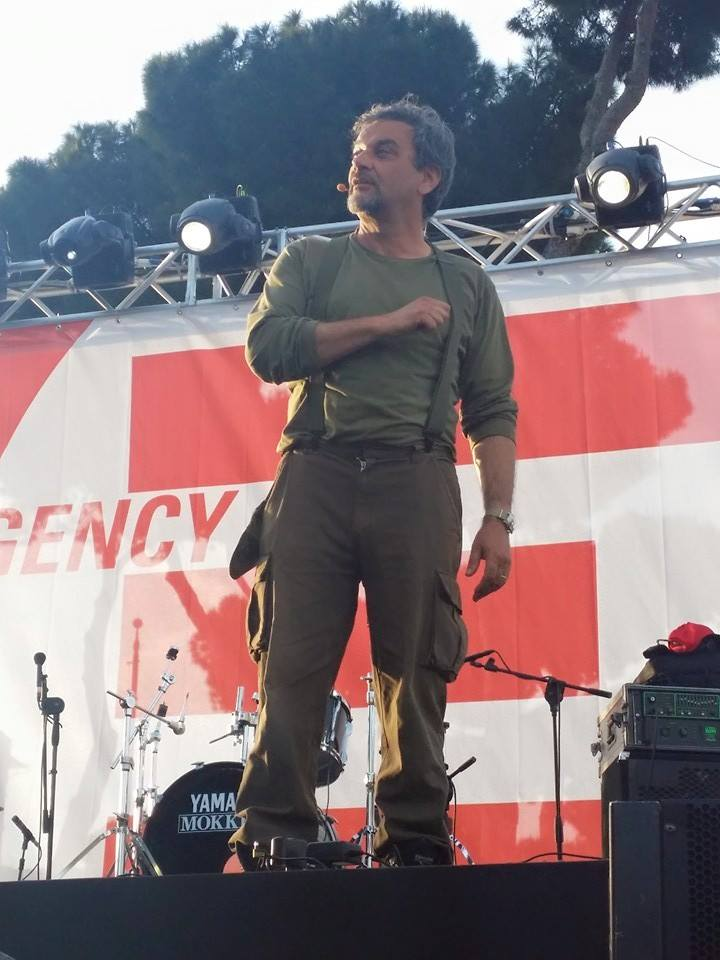
Mario Spallino durante lo spettacolo Stupidorisiko in via dei Fori Imperiali (2015)

Attraverso il teatro, Emergency si propone di informare e far riflettere sui temi della guerra e della povertà, ma anche sulla possibilità di intervenire per promuovere e affermare i diritti umani e i valori della solidarietà e della pace.
Attualmente Emergency propone tre spettacoli originali e prodotti dall'associazione, nella forma di monologhi di Mario Spallino, scritti e diretti da Patrizia Pasqui:
- Farmageddon[38] - sull'industria della salute
- Viaggio italiano[39] - sul Programma Italia di Emergency; disponibile anche in una versione ridotta per i ragazzi delle scuole secondarie
- Stupidorisiko[40] - sulla guerra (con riferimento ai conflitti dal XX secolo a oggi) e le sue conseguenze

### All'estero
Gruppi di volontari di Emergency promuovono campagne di informazione, sensibilizzazione e raccolta fondi in altri paesi. Alcuni di tali gruppi hanno costituito delle associazioni legalmente registrate negli Stati Uniti, nel Regno Unito, in Giappone, a Hong Kong, in Belgio e in Svizzera.

#### USA
I primi gruppi di volontari Emergency negli Stati Uniti d'America si sono formati nel 2005. Nel 2008, si è ufficialmente costituita EMERGENCY USA - Life Support for Civilian Victims of War and Poverty, organizzazione no-profit registrata a Washington.

#### GBR
Emergency UK si è formata nel 2007 e si è ufficialmente costituita in Inghilterra e Galles come Registred Charity il 16 marzo del 2009.

#### JPN
Il 21 dicembre del 2010, si è costituita l'ONG Emergency Japan, con sede nella città di Sasayama, nella prefettura di Hyōgo.

#### CHE
Il primo gruppo di volontari svizzeri nasce nel 2005 nel Canton Ticino. L'ONG Emergency - Life Support for the Victims of War, Landmines and Poverty - CH si è legalmente costituita il 14 gennaio 2011 a Lugano.

#### Altri paesi
Dal 2013 sono attive anche Emergency Belgium e Emergency Hong Kong.

## Controversie

### Sostenibilità del modello di sviluppo sanitario di Emergency

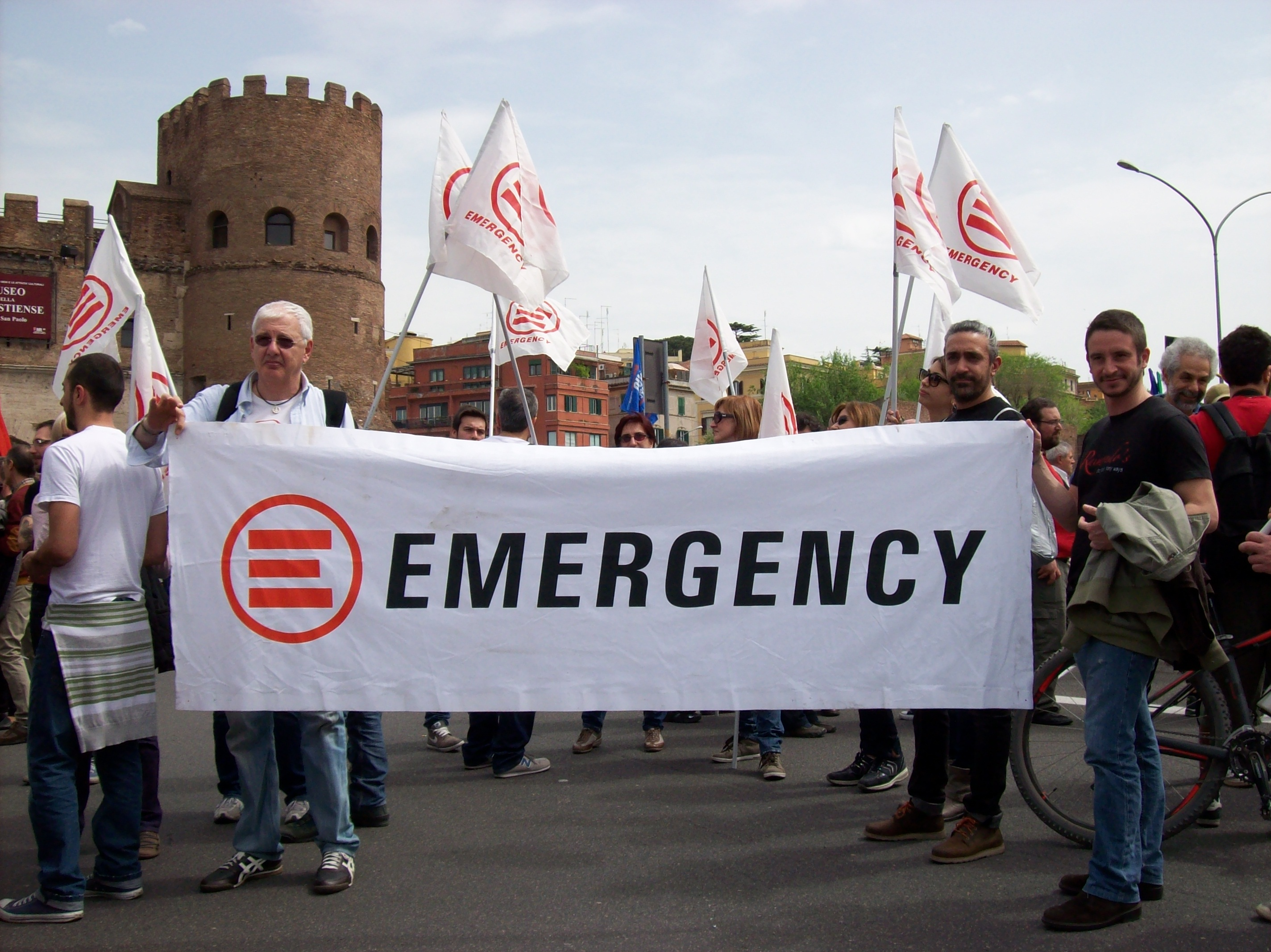
Attivisti di Emergency all'anniversario della Liberazione 2013 a Roma

Il modello di sviluppo sanitario proposto e applicato da Emergency è stato da alcuni considerato privo di sostenibilità a lungo termine, poiché non collegato ai servizi sanitari di base locali e in grado di fornire solo risultati marginali a fronte di alte spese di mantenimento.
Secondo tali critiche, il Centro Salam di cardiochirurgia in Sudan costituirebbe un intervento scarsamente integrato in una realtà in cui mancano le strutture sanitarie più elementari e dove la cardiologia non rappresenterebbe la prima delle priorità. Creare un ospedale di questo tipo comporterebbe, oltre che uno spreco di investimenti, una fonte di ingenti spese di mantenimento future a fronte di risultati marginali nel livello generale di benessere sanitario di questi paesi, dove anche i benefici di cure cardiache di buon livello rischiano di essere vanificati in gran parte da altri tipi di emergenza sanitaria non attualmente affrontati.
Tuttavia, riguardo al fatto che la ricostruzione e la sostituzione di valvole cardiache non sarebbero un'urgenza in contesti di tale povertà, Emergency annota che, dal 2005, l'organizzazione mondiale della sanità definisce le patologie cardiache come la prima causa di morte infantile in Asia e Africa per malattie non trasmissibili, la seconda in assoluto dopo l'AIDS. Questo accade perché circa il 50% delle persone colpite da febbri reumatiche e simili, un tipo di malattia diffusamente riscontrabile in tutto il mondo, può sviluppare a causa di questa un'infiammazione al muscolo cardiaco in grado di provocare insufficienza cardiaca anche a lungo periodo.

La febbre reumatica è un'infezione organica, avviata da un processo infettivo prevalente delle prime vie aeree, che colpisce soprattutto giovani tra i quattro e i diciotto anni; potrebbe essere facilmente curabile con antibiotici elementari, che la maggior parte della popolazione di Africa e Asia non riesce a procurarsi a causa dei costi insostenibili di tali farmaci e dell'inaccessibilità delle strutture di cura, difficilmente raggiungibili.

### Posizione politica e mancanza di neutralità

#### Critiche generali
Emergency è stata criticata dal giornalista Sergio Romano e da Massimo Barra, presidente della Commissione Permanente della federazione internazionale delle società di Croce Rossa e Mezzaluna Rossa per mancanza di neutralità in politica estera.

#### Il caso Sudan
In Sudan Emergency ha istituito un centro di cardiochirurgia a Soba (20 km da Khartoum) e due centri pediatrici. Le spese sostenute, 10 milioni di euro, sono state pagate con i contributi dell'attuale Presidente del Sudan Omar Hasan Ahmad al-Bashir, ex colonnello dell'esercito sudanese, salito al potere nel 1989 con un colpo di stato (94,5% di suffragi a suo favore nelle ultime elezioni del 2015, con le quali è stato rinnovato il suo mandato), il quale pare ricambi la predilezione di Emergency: nel 2009 infatti sono stati espulsi dal Sudan tutti gli operatori umanitari stranieri con l'accusa di aver violato, in Darfur, il regolamento sulle attività di cooperazione, mentre tredici di queste sono state accusate di aver fornito informazioni al Tribunale Internazionale dell'Aja (o Corte penale internazionale) sulle violenze perpetrate contro i civili: unica ONG autorizzata a rimanere in Sudan è stata Emergency. Nel 2010 Emergency ha speso 13 milioni di Euro per interventi in Sudan. Il presidente sudanese, nel luglio 2008, è stato accusato dal procuratore della Corte penale internazionale, Luis Moreno-Ocampo, di genocidio, crimini contro l'umanità e crimini di guerra nel Darfur. Il tribunale ha emesso il 4 marzo 2009 un mandato d'arresto per al-Bashir per crimini di guerra e crimini contro l'umanità, ma ha stabilito che non vi erano prove sufficienti per perseguirlo per genocidio. Al-Bashir è il primo capo di Stato incriminato dalla Corte. Secondo la Corte Al-Bashir sarebbe responsabile del massacro di mezzo milione di persone e di aver provocato la fuga come profughi di 10 milioni di persone nel Darfur.
Alle accuse non solo di violazione della neutralità ed indipendenza proclamata da Emergency (Il governo di Al-Bashir finanzia Emergency con circa 3 milioni di Euro, come da bilancio,) Gino Strada difende Al-Bashir e contesta il diritto della Corte penale internazionale a giudicare il presidente sudanese in quanto il suo paese non riconosce ufficialmente tale tribunale. Anche Cecilia Strada, figlia del fondatore e già presidente di Emergency, difende il comportamento dell'organizzazione da lei presieduta, sostenendo che non si deve guardare solo ad Al-Bashir, ma anche agli stati confinanti, che il suo compito non è quello di giudicare i governanti nei paesi in cui opera, ma quello di assistere le vittime.

#### Ruolo di negoziazione nel caso Mastrogiacomo
Nel marzo 2007, durante il sequestro in Afghanistan del giornalista de la Repubblica, Daniele Mastrogiacomo, Emergency ha assunto una posizione di rilievo nelle trattative per la sua liberazione.

#### Arresto di tre operatori a Lashkar Gah
Il 10 aprile 2010, tre operatori di Emergency (Marco Garatti, Matteo Dell'Aira e Matteo Pagani) sono stati arrestati a Lashkar Gah, nella provincia afghana di Helmand, con l'accusa - poi rivelatasi infondata - di aver complottato per uccidere il governatore della provincia. Nel corso delle operazioni della polizia afghana, coadiuvata da truppe ISAF, sono state trovate all'interno dell'ospedale gestito da Emergency cinture esplosive, granate e pistole. L'arresto dei tre ha suscitato particolare clamore. Gino Strada ha ricondotto l'operazione a un tentativo di screditare quello che ha definito un "testimone scomodo", riferendosi alla sua organizzazione.
Domenica 18 aprile 2010, i tre cooperanti di Emergency sono stati ritenuti innocenti e liberati. Non è ancora chiaro quando, come e da chi siano state introdotte le armi rinvenute nell'ospedale e le indagini sono tuttora in corso.
Il 23 aprile 2010 Gino Strada ha annunciato di aver querelato i quotidiani il Giornale e Libero, con l'accusa di aver scritto che i tre operatori arrestati avrebbero confessato.
L'organizzazione aveva nel frattempo sospeso le attività dell'ospedale di Lashkar Gah.
Il 29 luglio 2010, Gino Strada ha reso noto che il governatore della provincia di Helmand ha autorizzato la riapertura dell'ospedale di Emergency a Lashkar Gah. L'attività è ripresa il giorno stesso.

## Filmografia
- Jung - Nella terra dei Mujaheddin (Jung (War) in the Land of the Mujaheddin), regia di Fabrizio Lazzaretti e Alberto Vendemmiati (2001)
- Afghanistan: effetti collaterali, regia di Fabrizio Lazzaretti e Alberto Vendemmiati (2002)
- Domani torno a casa, regia di Fabrizio Lazzaretti e Paolo Santolini (2008)
- Open Heart, regia di Kief Davidson (2013)
- Articolo 32, regia di Antonio di Peppo (2014)